# 묘리
묘리는 대한민국의 인디 록밴드이다. 2020년 싱글 앨범 [Aftermath]로 데뷔했다.

## 방송
- 그레이트 서울 인베이전 (2022) - Top45

## 음반
- Aftermath (2020)
- Eyescream (2021)
- 넌 나의 (You're My) (2022)